# Казарі (річка)
Казарі (ест. Kasari jõgi) — шоста за довжиною річка Естонії. Витік знаходиться поблизу селища Рабівере у волості Кохіла. Впадає у Матсалуський залив Балтійського моря. Довжина становить 113 км, площа басейну — 3210 км². Середньорічний стік в гирлі коливається від 25 до 30 м³/с.
Казарі протікає низкою природоохоронних територій: природний заповідник Ліннураба, Національний парк Матсалу, природний парк Паяка та дубовий ліс Паяка.
Навесні в заплаві річки зазвичай відбуваються двотижневі паводки. Заплавний луг потребує щорічного косіння та збору сіна, оскільки швидко заростає порослю.
Казарі також відома великою кількістю промислової риби.

## Історичні деталі
До початку XX століття для преправи через Казарі на поштовому тракті Таллінн — Віртсу використовувався пліт. У 1900 році лицарство Естонії підняло питання щодо побудови моста. У 1903 році лицарі та губернська управа уклали договір про місце розташування моста, його конструкцію та інших технічні питання.
Конкурс будівництва виграла фірма «Монікор та Еггер».

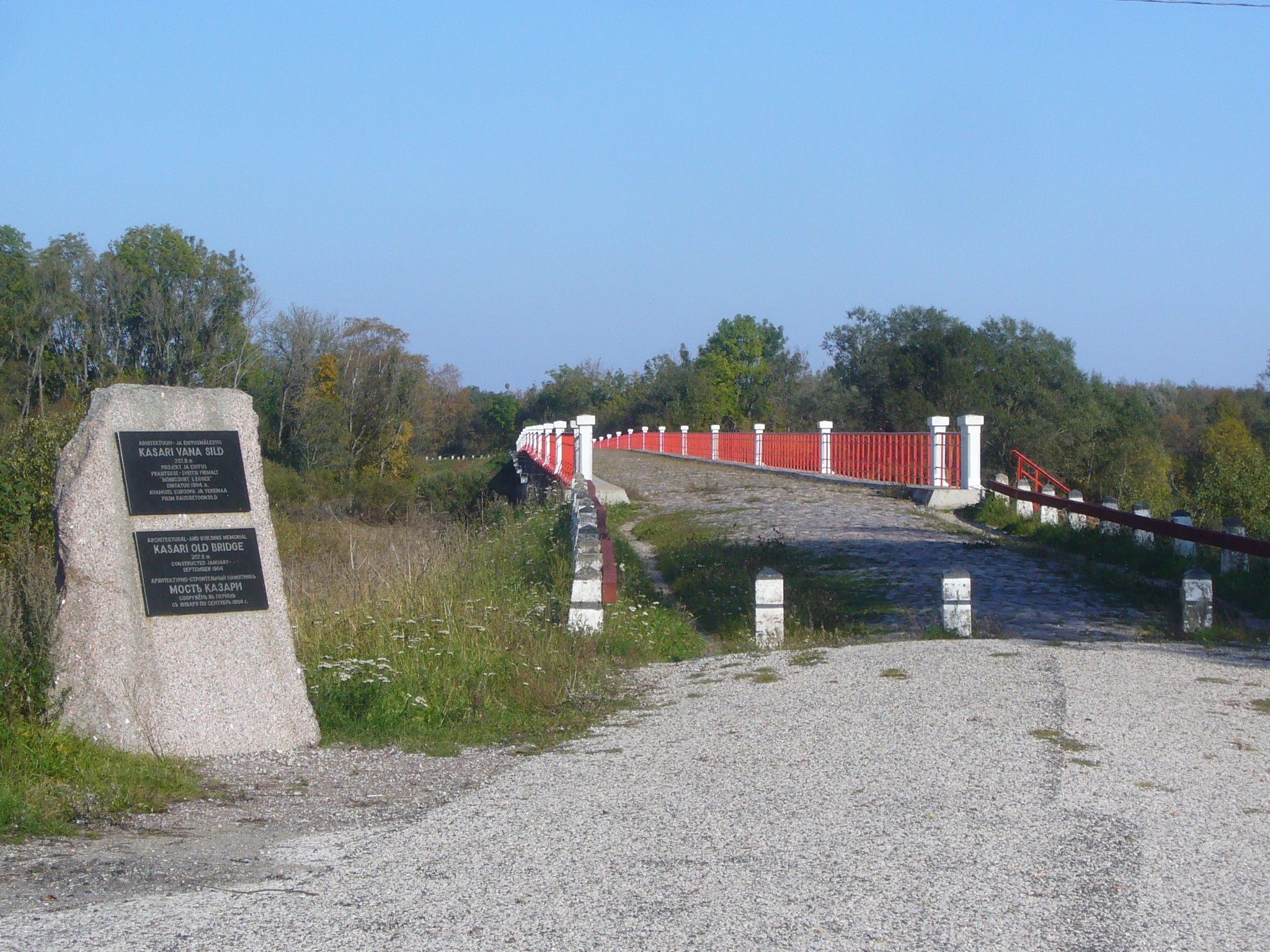
Старий міст через Казарі

Будівельні роботи були добре організовані. Використовувалось механізоване бетонування — вперше в Естонії при литві арки мосту був застосований змішувач, енергоносієм для якого був локомотив. Арки та панелі проїзної частини бетонували, зовнішню частину моста покрили штукатуркою, верх — бруківкою.
Міст офіційно відкрили у червні 1905 року. Із довжиною 308 метрів він став найдовшим залізобетонним мостом в Європі.
У 1990 році поруч був побудований новий міст, через який зараз проходить автомобільна дорога з Таллінна на острів Сааремаа. Старий використовується виключно як пішохідний. Охороняється державою як пам'ятка архітектури.